# Luis Armando Eyzaguirre
Luis Armando Eyzaguirre Silva (22 de juny de 1939) és un exfutbolista xilè.

## Selecció de Xile
Va formar part de l'equip xilè a la Copa del Món de 1962. També jugà al campionat sud-americà de 1959.

## Palmarès
- Primera División de Chile: (5)
  - 1959, 1962, 1964, 1965, 1967